# Peter Finch
Frederick George Peter Ingle-Finch (Londres, 28 de septiembre de 1916-Los Ángeles, 14 de enero de 1977), conocido como Peter Finch, fue un actor británico.

## Biografía y carrera

### Primeros años
Nació como Frederick George Peter Ingle-Finch en Londres y vivió en su infancia en Francia, en la India y finalmente en Australia, país nativo de sus padres, donde su familia se instaló en Sídney. Después de terminar sus estudios escolares, tuvo varios empleos mal retribuidos, hasta que probó la interpretación.

### Carrera
En 1935 Finch comenzó a actuar en algunas obras teatrales y trabajó también en la radio. Tres años después, fue contratado para su primera película. Una vez terminado el rodaje, volvió al teatro, donde le vio Laurence Olivier, quien le animó a volver a Londres para actuar en los teatros de allí. Finch siguió su consejo y se trasladó a Londres, donde tuvo una relación amorosa con la esposa de Olivier, Vivien Leigh.
A pesar de la experiencia que Finch ya había adquirido en la interpretación teatral, sufría del temor al escenario, por lo que se orientó definitivamente hacia el cine. En 1949 hizo su primera película inglesa. Un año después, debutó en Hollywood, en el filme The Miniver Story, aunque hasta 1956 no llegó la gran oportunidad que le daría fama. Fue con la película A Town Like Alice. En 1972 fue nominado al Óscar como mejor actor principal por su papel de médico judío homosexual en Sunday Bloody Sunday.
Ganó el Óscar al mejor actor principal en 1977 por su interpretación de un presentador de televisión que sufre ataques de locura en Network. Finch ya había fallecido y el premio lo recogió su viuda, Eletha Finch. En la historia de los Óscar, fue nominado póstumamente junto con otros reconocidos actores fallecidos: James Dean, Spencer Tracy y Massimo Troisi. Pero Peter Finch fue el primer ganador del Óscar a título póstumo y el único hasta que lo ganó Heath Ledger en 2009 (aunque éste lo hizo en la categoría mejor actor de reparto). En Inglaterra Finch había ganado cinco premios de la Academia Británica de Cine. 

## Fallecimiento
El 14 de enero sufrió de un ataque al corazón en el vestíbulo del hotel Beverly Hills y murió a la edad de 60 años.

## Vida personal
Finch estuvo casado en tres ocasiones. Los dos primeros matrimonios terminaron en divorcio. Tuvo cuatro hijos de sus tres matrimonios.

## Filmografía
- Network (1976)
- The Abdication (1974)
- England Made Me (1973)
- A Bequest to the Nation (1973)
- Lost Horizon (1973)
- Something to Hide (1972)
- Sunday, Bloody Sunday (1971)
- Krasnaya palatka (1971)
- The Legend of Lylah Clare (1968)
- Far from the Madding Crowd (1967)
- 10:30 P.M. Summer (1966)
- Judith (1966)
- El vuelo del Fénix (1965)
- First Men in the Moon (1964)
- La chica de los ojos verdes (1964), Eugene Gaillard
- The Pumpkin Eater (1964)
- In the Cool of the Day  (1963)
- I Thank a Fool (1962)
- No Love for Johnnie (1961)
- The Sins of Rachel Cade (1961)
- The Trials of Oscar Wilde (1960)
- Kidnapped (1960)
- Historia de una monja (The Nun's Story, 1959)
- Operation Amsterdam (1959)
- Windom's Way (1957)
- Robbery Under Arms (1957)
- The Shiralee (1957)
- La batalla del Río de la Plata (1956)
- A Town Like Alice (1956)
- Josephine and Men (1955)
- Make Me an Offer (1955)
- Passage Home (1955)
- Simon and Laura (1955)
- The Dark Avenger (1955)
- Father Brown (1954)
- La senda de los elefantes (1954)
- The Heart of the Matter (1953)
- The Story of Gilbert and Sullivan (1953)
- The Story of Robin Hood and His Merrie Men (1952)
- The Miniver Story (1950)
- The Wooden Horse (1950)
- Train of Events (1949)
- Eureka Stockade (1949)
- A Son Is Born (1946)
- The Rats of Tobruk (1944)
- Red Sky at Morning (1944)
- The Power and the Glory (1941)
- Mr. Chedworth Steps Out (1939)
- Dad and Dave Come to Town (1938)

## Premios y distinciones
Premios Óscar
| Año  | Categoría   | Película                 | Resultado |
| ---- | ----------- | ------------------------ | --------- |
| 1972 | Mejor actor | Domingo, maldito domingo | Nominado  |
| 1977 | Mejor actor | Network                  | Ganador   |

Festival Internacional de Cine de Berlín
| Año  | Categoría                   | Película            | Resultado |
| ---- | --------------------------- | ------------------- | --------- |
| 1961 | Oso de Plata al mejor actor | No Love for Johnnie | Ganador   |